# Nastasiv, raionul Ternopil, regiunea Ternopil
Nastasiv (în ucraineană Настасів) este o comună în raionul Ternopil, regiunea Ternopil, Ucraina, formată numai din satul de reședință.

## Demografie
Componența lingvistică a comunei Nastasiv
     Ucraineană (99,89%)
     Alte limbi (0,06%)
Conform recensământului din 2001, majoritatea populației comunei Nastasiv era vorbitoare de ucraineană (99,89%), existând în minoritate și vorbitori de alte limbi.